# Giovanni De Min
Giovanni De Min (né à Belluno le 24 octobre 1786 et mort à Tarzo le 23 novembre 1859) est un graveur et peintre italien, de style néoclassique.

## Biographie

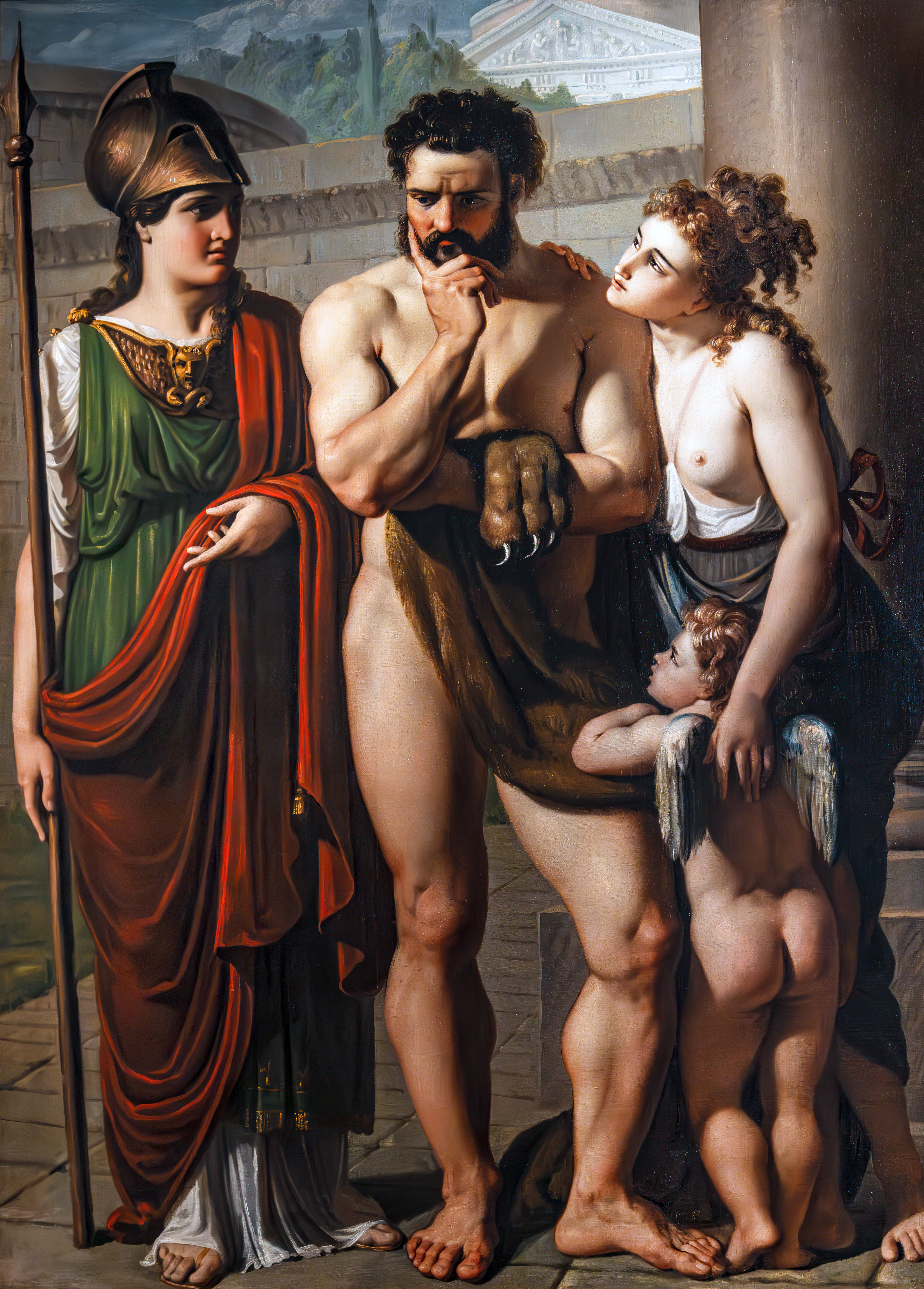
Le choix d'Hercule, 1812, Académie des beaux-arts de Venise

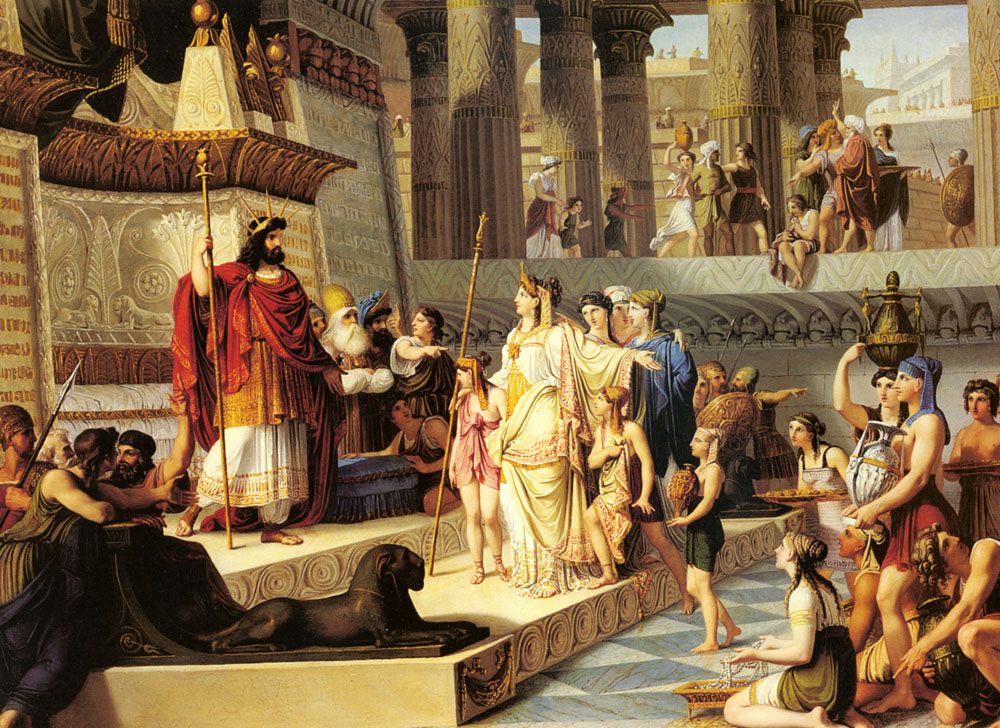
La Reine de Saba.

Ses parents sont d'origine humble : sa mère, Lucia Schiochet, est la domestique de Francesco Maria Colle, professeur à l'Athénée de Padoue. À Padoue, Demin se forme d'abord avec Paolo De Filippi, qui, notant ses compétences, et avec le patronage de la famille Falier de San Vitale, le fait inscrire en 1804 à l'Académie des beaux-arts de Venise, dirigée par Lattanzio Querena. Là, il étudie aux côtés de Francesco Hayez, et est l'élève des peintres Teodoro Matteini et Pietro Tantini. En 1808, De Min reçoit une bourse de l'Académie pour étudier à Rome, où il est influencé par des artistes néoclassiques comme Antonio Canova.
De retour à Venise, De Min se consacre principalement à la décoration à fresques ou à la réalisation de tableaux de maisons et de salons. Ses décorations (1817) de thèmes mythologiques du Palazzo Cicognara à Venise, utilisant des dessins de Hayez, sont perdues. L'année suivante, en collaboration avec Hayez, il décore le palais du comte Giovanni Papadopoli à San Marina avec des représentations de Leda, Diana et Actéon, Salmacis et Hermaphrodite, Callisto, Vénus et les Grâces. Il peint également Les Quatre Éléments et Le Rêve d'Amour pour la casa Comello près de l'église San Canciano, à Venise. Toujours en 1818 en collaboration avec Hayez, il participe à la restauration des toiles du Tintoret au Palais des Doges. Avec la mort d'Angelo Pizzi en 1819 et avec l'aide du comte Leopoldo Cicognara, De Min est nommé professeur de sculpture à l'Accademia.
En 1818, De Min déménage à Padoue. Il travaille à la décoration avec des sujets de L'Iliade (1818) du Palazzo Pesaro-Papafava. Il peint un Triomphe de Rossini (1822) au palais Barozzi. En collaboration avec Hayez, il peint une série de sujets mythologiques : Convito degli Dei, Triomphe et Mariage de Bacchus et Ariane, Mars et Vénus et Vénus et Ascagne (1821-1824) au Palazzo Rusconi Sacerdoti. En 1824-1825, il peint l’Histoire de Psyché et des épisodes de l'œuvre du Tasse au Palazzo Gaudio. En 1825, au Palazzo Moschini, il peint des sujets mythologiques. En 1828, au Palazzo Revedin, il peint La Fortuna, Laocoon, Ulysse tue les prétendants . Dans cette même décennie, il peint l’Éducation d'Achille et l’Apothéose de Canova au Palazzo Crescini-Trieste. Pour la Casa Fasolo, il peint Erminie sauve Tancred, Jove et Juno, Leda. Enfin, de 1829 à 1831, il peint a fresco l’Histoire de Psyché pour le palais Barozzi à Venise. Il peint également une grande toile historique du Massacre d'Alberico da Romano et de sa famille, qui n'est maintenant connue que par une lithographie de 1839 de Francesco Locatello.
De Min s'installe finalement à Ceneda, près de l'actuelle Vittorio Veneto, et peint des fresques dans des églises et des villas en Vénétie, comme La Lotta delle Spartane à Villa dei Patt près de Belluno. Il peint également la salle du Conseil du Palazzo Rosso à Belluno et en 1837 un salon de la Villa Gera à Conegliano.
Il peint de grandes toiles à l'huile représentant la Résurrection de Lazare (1825), Exil des Ezzelini et la Profanation du Temple pour l'église d'Auronzo. En 1830, il peint a fresco les Apôtres pour l'église de Possagno, un Jugement dernier pour une église de Paderno, la Reine de Saba devant Salomon et l’Embarquement de Saba pour Constantinople (1846). Il peint la Défaite des Anges déchus pour l'église de Caneva.
Il grave une série de scènes en l'honneur de l'impératrice Caroline-Auguste de Bavière (1818). De plus en plus marginalisé dans la province et mortifié par une activité répétitive, il meurt à Tarzo (Trévise) le 23 novembre 1859, et le 4 janvier 1860, son corps est solennellement placé dans la cathédrale de Ceneda. 
Un de ses élèves est Pietro Paoletti.